# Ally Condie

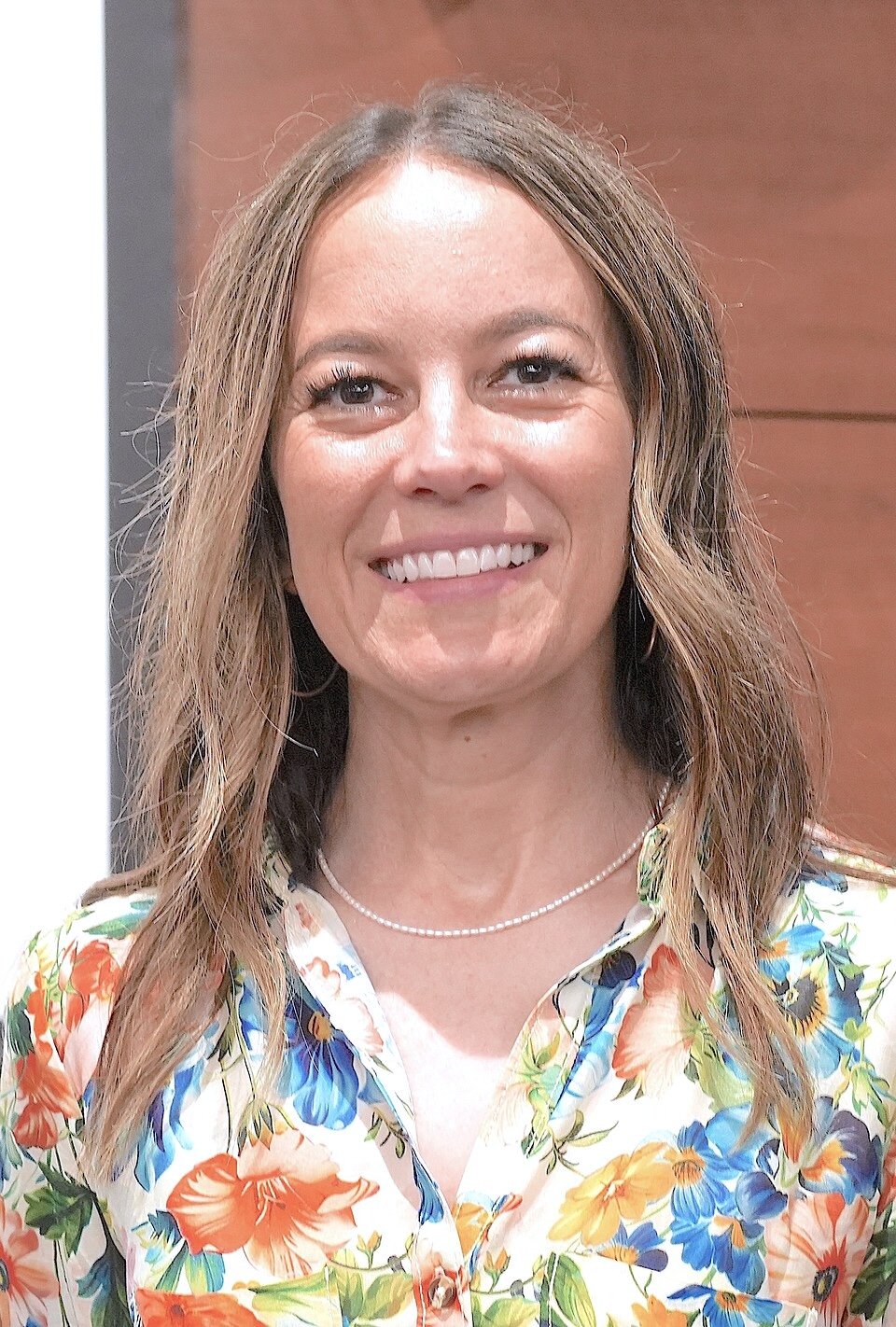
Ally Condie (2025)

Allyson Braithwaite Condie (* 2. November 1978 in Cedar City) ist eine US-amerikanische Romanautorin. Sie ist die Autorin des New York Times Bestsellers Die Auswahl (engl. Originaltitel: Matched).

## Leben
Condie besuchte die Brigham Young University und erwarb einen Abschluss als Englischlehrerin. Sie unterrichtete Englisch an einer High School in Utah und im Staat New York. Sie lebt mit ihrem Mann und vier Söhnen in Salt Lake City, Utah. Condie gründete 2017 die Stiftung WriteOut Foundation, welche Schreib-Outdoor-Erlebnis-Camps für die ländliche Jugend organisiert.

## Werk
Die Auswahl wurde unter dem englischen Titel Matched von Dutton (Penguin) im November 2010 publiziert. Es ist der erste Roman einer Trilogie. Das zweite Buch, Crossed, erschien am 1. November 2011. Auf Deutsch erschien der zweite Band, Die Flucht, am 20. Januar 2012. Der dritte Band Die Ankunft wurde am 8. Januar 2013 in deutscher Sprache veröffentlicht.
Die Auswahl ist ein dystopischer Roman, der die Liebesgeschichte eines jungen Paares in einer Gesellschaft schildert, deren Schicksal komplett von höheren Instanzen vorherbestimmt und gesteuert wird.
Die Walt Disney Company hat die Filmrechte erworben und Übersetzungsrechte wurden an 30 Länder vergeben. Im Februar 2011 hatte der Roman Platz 9 in der Liste Children's Chapter Books der New York Times Bestseller erreicht.

## Bibliografie
Yearbook-Trilogie
1. Yearbook. 2006.
2. First Day. 2007.
3. Reunion. 2008.

Cassia & Ky - Trilogie
1. Die Auswahl. 2011, ISBN 978-3841421197. (Original: Matched. 2010.)
2. Die Flucht. 2012, ISBN 978-3841421449. (Original: Crossed. 2011.)
3. Die Ankunft. 2013, ISBN 978-3841421517. (Original: Reached. 2012.)

Darkdeep-Trilogie
zusammen mit Brendan Reichs
1. Darkdeep. Insel der Schrecken. Fischer, Frankfurt am Main 2020, ISBN 978-3-7373-4180-6. (Original: The Darkdeep. 2018.)
2. Darkdeep. Stimme der Finsternis. Fischer, Frankfurt am Main 2020, ISBN 978-3-7373-4181-3. (Original: The Beast. 2019.)
3. noch nicht übersetzt (Original: The Torchbearers. 2020.)

Einzelbände
- Freshman for President. 2008.
- Being Sixteen. 2010.
- Atlantia. 2014.
  - Atlantia. 2015, ISBN 978-3841421692.
- Summerlost. 2016.
- The Last Voyage of Poe Blythe. Dutton Books, 2019, ISBN 978-0-525-42645-5.
  - Rivergold, auf Deutsch von Stefanie Schäfer, Fischer FJB, Frankfurt am Main 2019, ISBN 978-3-8414-2224-8.
- The Unwedding. 2024.
  - Pretty Perfect. Die perfekte Hochzeit. Der perfekte Mord. Rowohlt, auf Deutsch von Susann Rehlein, Hamburg 2025, ISBN 978-3-499-01764-3.